# Ludovic Chammartin
Ludovic Chamartin, né le 31 janvier 1985 à Fribourg, est un judoka suisse combattant dans la catégorie des moins de 60 kg. Après plusieurs podiums en Coupe du monde de judo et une participation aux Jeux olympiques en 2012, il devient, en 2013, vice-champion d'Europe. Deux ans plus tard, il remporte une médaille de bronze aux Jeux européens, puis prend part à ses deuxièmes Jeux olympiques en 2016, avant de mettre un terme à sa carrière.

## Biographie

### Découverte du judo, puis du niveau international
Né le 31 janvier 1985 à Fribourg d'une mère mauricienne et d'un père suisse, Ludovic Chammartin mesure 1,68 m pour 60 kg. Il combat dans la catégorie des moins de 60 kg. À côté du judo, il est mécanicien de profession.
Parce qu’il était petit et frêle et que ses parents voulaient qu'il sache se défendre, Chammartin découvre le judo, en compagnie de sa sœur Nadine, alors qu'il est plus intéressé par le football,. Il commence dans la catégorie des moins de 22 kg en étant opposé contre des filles, mais il persévère en raison de la camaraderie et de ses facilités. À l'adolescence, il intègre les cadres nationaux suisses. En 2004, il remporte son premier titre de champion de Suisse élites en catégorie des moins de 60 kg, après avoir remporté une médaille d'argent et une médaille de bronze lors des deux années précédentes. L'année suivante, il doit se contenter d’une médaille d’argent, après une défaite en finale contre Michael Iten.
En mars 2006, Chammartin participe à son premier tournoi de Coupe du monde à Rotterdam, où il est éliminé d'entrée. En novembre de la même année, il remporte son deuxième titre de champion de Suisse élites, avant de gagner, une semaine plus tard, la médaille de bronze aux championnats d'Europe des moins de 23 ans. En 2007, Chammartin participe à ses premiers championnats d'Europe, mais, diminué par une blessure qu'il traîne depuis sa médailles de bronze aux championnats d'Europe des moins de 23 ans, il doit s'incliner dès le premier tour. Au début du mois de mai, sa blessure au genou (ligaments croisés antérieur du genou et ménisque) s'aggrave lors du tournoi de Rome et il ne peut éviter une opération qui l'éloigne des tatamis durant six mois, en pleine période de sélection aux Jeux olympiques de 2008,. À cause de ce coup d’arrêt, il doit renoncer à ces Jeux, après n'avoir gagné qu'un seul combat en Coupe du monde et en n'ayant passé qu'un tour aux championnats d'Europe.

### Première qualification aux Jeux olympiques
Dès le printemps 2008, pour gagner un peu d’argent, Chammartin combat en Bundesliga avec le Judoclub Leipzig e.V. et se consacre à plein-temps au judo. En novembre 2008, il remporte un nouveau titre de champion de Suisse.
Durant trois ans, Ludovic Chammartin tente de se qualifier pour les Jeux olympiques. Il réussit notamment des podiums (des troisièmes places) lors des épreuves de Coupe du monde à Miami, à l'île de Margarita, à Tachkent et à Tbilissi entre 2011 et 2012. Il doit attendre les championnats d’Europe de 2012 pour valider son ticket, durant lequel il se retrouve en concurrence avec son ami Dominique Hischier et partenaire d’entraînement,. Après une défaite sur décision des arbitres au deuxième tour contre Jeroen Mooren, il se qualifie grâce à un repêchage, mais au détriment d’Hischier. En effet, un seul judoka par nation peut être repêché.
Il participe donc aux Jeux olympiques de 2012 durant lesquels il est éliminé lors de son premier combat par le Sud-Coréen Choi Gwang-hyeon. Alors qu’il avait prévu d’arrêter sa carrière, sa contre-performance le fait réfléchir. Il décide finalement, après trois semaines de pause, de prolonger sa carrière jusqu’aux mondiaux de Rio en 2013.

### Médailles continentales et deuxième participation aux Jeux olympiques
En 2013, il devient vice-champion d’Europe dans sa catégorie, battu en finale par le Géorgien Amiran Papinashvili, après avoir remporté ses combats contre David Pulkrabek, Sofiane Milous, Jeroen Mooren et Yanislav Gerchev, et malgré un voyage de douze heures en bus et des problèmes de pertes de poids. Cette médaille le relance alors pour un nouveau cycle olympique,. En août, il doit abandonner avant son premier combats des championnats du monde, en raison d'une blessure à l’échauffement.
En 2014, il n'est d'abord pas sélectionné pour défendre sa médaille d'argent aux championnats d'Europe, parce que jugé hors de forme. Il participe finalement à cette compétition, mais est éliminé aux deuxième tour par l'Anglais Ashley McKenzie. En juin, il termine troisième du Grand Prix de La Havane, battu uniquement par le Géorgien Amiran Papinashvili, puis troisième de l'épreuve de Coupe du monde à San Salvador, avant de se hisser au cinquième rang du 
Grand Prix de Oulan-Bator. S'il aborde les mondiaux 2014 dans les meilleures conditions, une erreur tactique lui fait perdre son premier combat face à Eric Takabatake. Chammartin termine son année 2014 avec plusieurs bons résultats en Coupe du monde.
En 2015, malgré un enchaînement de blessures, de doutes et de problèmes de poids, il termine troisième des Jeux européens de 2015 de Bakou, derrière Beslan Mudranov, Orkhan Safarov et à égalité avec Amiran Papinashvili, battant notamment Yanislav Gerchev, Ludwig Paischer, puis Hovhannes Davtyan et Jeroen Mooren en repêchages.